# Vormstad
Vormstad este o localitate din comuna, provincia Sør-Trøndelag, Norvegia, cu o suprafață de  km² și o populație de  locuitori (2013).